# Diego de Almagro
Diego de Almagro, španski konkvistador, * 1479, Almagro, Španija, † 8. julij 1538, Cuzco, danes Peru.

## Prva leta
Diego je bil rojen kot nezakonski sin Juana de Montenegra in Elvire Gutiérrez. Starša sta se razšla že v času materine nosečnosti in Elvirina družina je vse do rojstva prikrivala nosečnost, nato pa so, da bi ohranili njeno čast, malega Diega vzgajali v bližnji vasi Boñales in zatem v Aldei del Rey. Od četrtega leta starosti ga je poučeval stric Hernán Gutiérrez. 
Ker je stric slabo ravnal z njim, je pri 15 letih pobegnil od doma, še zadnjič videl mater (ki je medtem imela novega moža), nato pa postal služabnik Luisa de Polanca, enega izmed seviljskih županov. V tem času se je sprl z nekim drugim služabnikom in ga hudo poškodoval. Da bi se izognil kazni, je pobegnil in se potikal po Andaluziji. Med tem je prišlo do odkritja Amerike in Diego se je prijavil v vojsko Pedrariasa Dávile.

## Prihod v Ameriko
30. junija 1514 se je odprava izkrcala v kraju Santa María la Antigua del Darién v današnji Panami, kjer se je že prej izkracalo nekaj konkvistadorjev, med njimi tudi Francisco Pizarro. 
O Almagrovih prvih letih v Ameriki ni znanega veliko, razen da se je v letih 1514 in 1515 pridružil mornarjem pri več odpravah, a se je vsakič vrnil v Darién, kjer je nato dobil enkomiendo, si postavil hišo in živel od kmetijstva. 
Novembra 1515 je na čelu odprave z 260 možmi ustanovil naselbino Villa del Acla, vendar je zaradi bolezni moral načelovanje odpravi prepustiti Gasparju de Espinozi.
Espinoza je že decembra istega leta krenil na 14-mesečno odpravo. V tem času se je Almagro spoprijateljil s Pizarrom in Hernandom de Luquejem, s katerimi je bil član odprave, ter Vascom Núñezom de Balboo, ki je kot poveljnik Acle bil odgovoren za oskrbovanje Espinosove odprave. 
Almagro je zatem sodeloval pri koloniziranju Panamskega zaliva, se znova pridružil Espinozovim odpravam, nato pa se je ustalil v novoustanovljenem mestu Panamá, sodeloval pri programih njegove poselitve,ter upravljal svoje in Pizarrovo premoženje. V tem času mu je domačinka Ana Martinez rodila prvega sina z imenom Mozo.

## Osvojitev Peruja
Avgusta 1524 so Almagro, Pizarro in Luque dobili dovoljenje za raziskovanje in osvajanje ozemelj južno od Paname. Almagro je ostal v Panami in skrbel za novačenje vojakov in oskrbovanje odprave. Pizarro je medtem odkrival Inkovski imperij v današnjem Peruju. Ko je leta 1532 v bitki v Cajamarci premagal inkovskega kralja Atahualpo, je spočetka skupaj z Almagrom ustanavljal nove naselbine in s tem utrjeval špansko oblast. Pizarro je Almagra poslal osvojit severnoinkovsko mesto Quito. Sebastián de Belalcázar, ki je brez Pizarrovega privoljenja odšel na to odpravo že prej, je bil priča, kako je inkovski general Rumiñahui dal uničiti mesto in neznanokam skriti zlato, tako da ga Španci niso nikoli našli. Tam bi se Pizarrove čete skorajda spopadle z odpravo Pedra de Alvarada, ki so ga iz Mehike govorice o bajeslovnem inkovskem bogastvu privabile v Peru. Na koncu je spor rešil Pizarro, ki je Alvaradu plačal bogato plačilo, da je zapustil Južno Ameriko.
Almagro je zato avgusta 1534, da bi obnovil Pizarrovo zaupanje, na pogorišču Quita ustanovil mesto San Francisco de Quito, štiri mesece kasneje pa je na severu današnjega Peruja ustanovil še eno mesto in ga po Pizarrovem rojstnem kraju poimenoval Villa Trujillo.

## Prekinitev s Pizarrom
Do prvih zamer s Pizarrom je pričelo prihajati leta 1533, ko sta osvojila Cuzco, Pizarro pa si je prisvojil večji del bogastva in nagrad. Čeprav je Almagro obogatel, razkošno živel v Cuzcu in pridobil plemiški naziv, ga je vleklo še dlje proti jugu, kjer naj bi se po pripovedovanju staroselcev nahajale ogromne količine zlata. Zato je večino časa in denarja porabil za opremljanje 500 mož, ki so se pripravljali za pot proti jugu.
Leta 1534 je španski dvor razdelil Peru na dva dela. Severnejši del med 1° in 14° južne zemljepisne širine, poimenovan Nueva Castilla, je pripadel Pizarru, južni del med 14° in 25°, poimenovan Nuevo Toledo, pa je pripadel Almagru, ki se je iz Cuzca, katerega guvernerstvo so mu poverili že prej, nemudoma lotil zadnjih priprav na novo ekspedicijo.

## Odkritje Čila
Za pot je Almagro zbral 500 vojakov iz Lime in Cuzca, okoli 100 afriških sužnjev in še približno 10.000 Indijancev. Vse skupaj naj bi stalo milijon in pol kastiljskih pesov. Pred odhodom se je povezal z Inki, da bi mu svetovali pri pripravi poti. Nato je poslal predhodnico pod vodstvom Juana de Saavedro, da bi pripravila oporišče s skladiščem zalog in zajetimi domačini, ki bi služili kot sužnji. 
3. julija 1535 so zapustili Cuzco. Prečkali so bolivijsko gorovje in jezero Titicaca ter prišli do reke Desaguadero, kjer so postavili oporišče Tupiza. Naslednji postanek je bil v taboru Chicoana, zatem pa so se obrnili proti jugovzhodu in prečkali Ande, kjer je na višini 4.000 metrov zaradi mraza, lakote in utrujenosti umrlo veliko mož, predvsem sužnjev, ki niso bili vajeni teh razmer. 
Zaradi tega je Almagro oposlal skupino naprej, da bi med staroselci našli pomoč. Prispeli so v dolino reke Copiapó in tam naleteli na Španca Gonzala Calva Barrientosa, ki ga je Pizarro izgnal zaradi domnevnih kraj dragocenosti iz inkovske odkupnine in se je spoprijateljil z domačini. Tam je Almagro razglasil Čile za kraljevo posest.
Nadaljeval je z raziskovanjem doline reke Aconcagua, kjer so ga domačini sprejeli prijateljsko. Načrte mu je skorajda prekrižal tolmač Felipillo, ki je že prej tolmačil pogajanja med Pizarrom in Atahualpo. Ta je poskušal domačine prepričati k uporu, do katerega pa ni prišlo.
Almagro je nato na nadaljnje raziskave poslal 70 mož z Gomézom de Alvaradom na čelu. Ti so, brez da bi naleteli na omembe vreden odpor, prispeli do rek Ñuble in Itata in se v reinhuelénski bitki spopadli z Mapuči in se nato vrnili. 
Slabe novice, ki jih je prinesel Alvarado, spoznanje, da so bile govorice o domnevnem zlatu in bogatih mestih neresnične, in krute zimske razmere so Almagra prepričale, da je odpravo razglasil za popoln neuspeh. Sprva je nameraval stalno ostati v severnem Čilu in ustanoviti vsaj kakšno mesto, ki bi ga poveril svojemu sinu Mozu. Vendar so ga vojaki prisilili, da se je septembra 1536 vrnil v Peru. Pred odhodom je dal opustošiti ozemlje svojih gostiteljev in jih zasužnjil, da so nosili njihovo imetje vse do Peruja.

## Vrnitev v Peru
Po napornem prečkanju Atacame je Almagrova odprava leta 1537 prispela v Cuzco z namenom, da si ga dokončno prisvoji in s tem zagotovi dediščino za svojega sina. Leto pred vrnitvijo je inkovski vladar Manco za kratek čas ponovno osvojil Cuzco in močno omajal špansko oblast v Sveti dolini. Almagro ga je povabil, da se v zameno za amnestijo pri španskih oblasteh, če se mu pridruži. Do zavezništva sicer ni prišlo, so pa Almagrovi vojaki uspeli osvojili Cuzco, ker je glavnina vojske Hernánda Pizarra v Andih iskala Manca. Ko se je vrnila v mesto, jo je Almagrova vojska hitro premagala ter zajela Pizarrova brata Hernánda in Gonzala. Francisco Pizarro je poslal vojsko pod poveljstvom Alonsa de Alvarada, da bi rešila njegova brata. 12. julija 1537 jo je Almagro v bitki pri Abancayu premagal. Gonzalo Pizarro in Alvarado sta pozneje uspela pobegniti iz zapora, Almagro pa se je s Franciscom Pizarrom uspel dogovoriti, da bo v zameno za izpustitev Hernánda Pizarra dobil upravljanje Cuzca.
Pizarro, ki se v resnici nikoli ni nameraval odpovedati Cuzcu, si je s tem kupil čas, da je svojo armado usposobil za odločilni boj. Priložnost se je ponudila, ko je Almagro zbolel. Aprila 1538 je bil poražen in zajet v bitki pri Las Salinasu. Hernándo Pizarro ga je poniževal in zavrnil njegovo prošnjo za življenje in posredovanje sporočila španskemu kralju. Slednjič je bil Almagro obsojen na smrt in 8. julija 1538 so ga obglavili in njegovo truplo razstavili na glavnem trgu (Plaza de Armas) v Cuzcu. Zvesta služabnica Margarita je nato prevzela truplo in ga pokopala pod mestno cerkvijo La Merced.
Almagrov sin Diego de Almagro mlajši z vzdevkom Mozo (fant) je 26. junija 1541 umoril Pizarra in s tem maščeval očetovo smrt.

## Glejte tudi
- Francisco Pizarro
- Pedro de Valdivia